# Делано Тауншип (округ Скайлкілл, Пенсільванія)
Делано Тауншип (англ. Delano Township) — селище (англ. township) в США, в окрузі Скайлкілл штату Пенсільванія. Населення — 408 осіб (2020).

## Демографія
Згідно з переписом 2010 року, у селищі мешкало 445 осіб у 205 домогосподарствах у складі 122 родин. Було 227 помешкань
Расовий склад населення:
| - 99,3 % — білих - 0,4 % — азіатів |

До двох чи більше рас належало 0,0 %. Частка іспаномовних становила 1,1 % від усіх жителів.
За віковим діапазоном населення розподілялося таким чином: 19,1 % — особи молодші 18 років, 61,8 % — особи у віці 18—64 років, 19,1 % — особи у віці 65 років та старші. Медіана віку мешканця становила 46,5 року. На 100 осіб жіночої статі у селищі припадало 107,0 чоловіків;  на 100 жінок у віці від 18 років та старших — 105,7 чоловіків також старших 18 років.
Середній дохід на одне домашнє господарство  становив 56 294 долари США (медіана — 45 500), а середній дохід на одну сім'ю — 69 808 доларів (медіана — 55 250). Медіана доходів становила 38 750 доларів для чоловіків та 33 125 доларів для жінок. За межею бідності перебувало 6,0 % осіб, у тому числі 0,0 % дітей у віці до 18 років та 8,0 % осіб у віці 65 років та старших.
Цивільне працевлаштоване населення становило 193 особи. Основні галузі зайнятості: виробництво — 30,6 %, освіта, охорона здоров'я та соціальна допомога — 26,4 %, роздрібна торгівля — 7,3 %, транспорт — 6,7 %.